# Rwenzururu
Rwenzururu – historyczne królestwo w Ugandzie. 
13 lutego 1963 lud Bakonjo-Baamba zamieszkujący góry Rwenzori ogłosił niepodległość od królestwa Toro. 15 sierpnia 1982 rząd Ugandy zmusił króla Rwenzururu do abdykacji i unieważnienia deklaracji niepodległości. W marcu 1994 władze Rwenzururu zaakceptowały ponownie władzę króla Toro, natomiast 19 października 2009 prezydent Ugandy Yoweri Museveni przywrócił tradycyjne królestwo Rwenzururu, którego monarchą został Charles Wesley Mumbere.

## Królowie
- Isaya Mukirania (1963–1966)
- Charles Wesley Mumbere (1966–1982)
- Charles Wesley Mumbere (19 października 2009 – nadal)[1]